# Ridvan Dibra
Ridvan Dibra (1959-) é um escritor, jornalista e professor de literatura albanês.

## Biografia
Ele nasceu em Shkodër, na Albânia, onde ele foi para a universidade e formou-se em língua e literatura albanês. Dibra é uma figura destacada na literatura albanesa contemporânea e autor de trabalhos inovadores. Ele recebeu diversos prêmios nacionais. Seu romance, Legjenda e vetmisë (A lenda da solidão), ganhou o Prêmio Rexhai Surroi o melhor romance em albanês do ano de 2012.
Ridvan Dibra é considerado um dos 5 melhores escritores albaneses ao vivo, juntamente com Ismail Kadare, Rexhep Qosja, Bashkim Shehu e Fatos Kongoli.

## Romances
- Nudo (1995)
- Kurthet e dritës (1997)
- Triumfi i Gjergj Elez Alisë (1999)
- Stina e ujkut (2000)
- Të lirë dhe të burgosur (2001)
- Triumfi i dytë i Gjergj Elez Alisë (2003)
- Email (2003)
- Kumte dashurie (2004)
- Sesilja ose sexonix (2005)
- Franc Kafka i shkruan të birit (2007)
- Stina e maceve (2006)
- Kanuni i Lekës së vogël (2011)
- Legjenda e vetmisë (2012)
- Gjumi mbi borë (2016)
- Treni i muzgut (2017)